# علماء الفيزياء النظرية
| اسم العالم     | مكان وتاريخ الحصول على الدكتوراة | حاصل على جائزة نوبل؟ | ملاحظات                 |
| -------------- | -------------------------------- | -------------------- | ----------------------- |
| ماكس بلانك     | ميونيخ، 1879                     | نعم                  | المشرف الكسندر فون بريل |
| ماكس فون لاوي  | برلين، 1903                      | نعم                  |                         |
| ليو زيلارد     | برلين، 1922                      |                      |                         |
| غوستاف هرتس    | برلين، 1911                      | نعم                  |                         |
| وليام شوتكي    | برلين، 1912                      |                      |                         |
| فالتر بوته     | برلين، 1914                      | نعم                  |                         |
| ألبرت أينشتاين | زيوريخ، 1905                     | نعم                  | المشرف ألفريد كلاينر    |
| إرنست شتراوس   | كولومبيا، 1950                   |                      |                         |

- أرنولد سومرفيلد (كونغسبرغ، 1891; المشرف فيردينوند فون ليندمان)
- بيتر ديباي† (ميونيخ، 1908)
- فلهلم لينز (ميونيخ، 1911)
- والتر شوتكي (برلين 1912)
- إرنست إيسينج (هامبورغ، 1924)
- هانز ينسن† (هامبورغ، 1932)
- هانس جورقن بورشيرز (هامبورغ، 1956)
- كارل هيرزفيلد (ميونيخ، 1914)
- جون أرتشيبالد ويلر (جونز هوبكنز، 1933)
- ريتشارد فاينمان† (برنستون، 1942)
- تشارلز ميزنر (برنستون، 1954)
- كيب ثورن (برنستون، 1965)
  - ويليام إتش بريس (كالتيك، 1973)
  - شاول تيوكولسكي (كالتيك، 1973)
- غريغور وينتزل (ميونيخ، 1921)
- ماركوس فييرز (زيوريخ، 1936)
- كلاوس هيب (زيوريخ، 1963; المشرف ريس جوست)
  - يورج مارتن فروليش (زيوريخ، 1972)
  - كونراد أوستروالدر (1970، زيوريخ; also under ريس جوست)
- سيرجيو ألبفيريو (زيوريخ، 1967; also under ريس جوست)
- Frans Cerulus (بازل، 1954)
  - ريموند غاستمانز (لوفان، 1968)
- Antoine Van Proeyen (لوفان، 1978)
- فيليكس فيلار (زيوريخ، 1946)
- Frank Tabakin (MIT، 1963)
  - T.-S. H. Lee (بتسبيرغ، السنة غير معلومة)
- Christopher G. Fasano (شيكاغو، 1989)
  - Cetin Savkli (بتسبيرغ، 1996)
- ريس جوست (زيوريخ، 1946)
- فولفغانغ باولي† (ميونيخ، 1921)
- نيكولاس كمر (زيوريخ، 1935; also under Gregor Wentzel)
- Ron Shaw (1955، كامبريدج)[1]
- باول تاونتون ماثيوز (كامبريدج، 1950)
- ريتشارد داليتز (كامبريدج 1950)
  - ستانلي ماندلستام (برمنغهام، 1956; also under Paul Taunton Matthews)
- جوزيف بولتشنسكي (بيركلي، 1980)
- تشارلز ثورن (بيركلي، 1971)
- هانز بيته† (ميونيخ، 1928)
- فريمان دايسون (grad student at كورنيل in 1947; no PhD)
- John Irwin (كورنيل، 1963)
- رومان فلاديمير جاكيو (كورنيل، 1966; coadv. Kenneth G. Wilson، see below)[2]
- Rohana Wijewardhana (MIT، 1984)
- Stefano Forte (MIT، 1987)[2]
  - Joan Rojo (U Barcelona; coadv. José Ignacio Latorre)
- Daniel Kabat (MIT، 1993)[2]
- روبرت مارشاك (كورنيل، 1939)
- Gordon L. Shaw (ستانفورد، 1959)
- بران ناث (ستانفورد، 1964)
- بول سوفوس إبشتاين (ميونيخ، 1914)
- بوريس بودولسكي (كالتيك، 1928)
- فيرنر هايزنبيرغ† (ميونيخ، 1923)
- فليكس بلوخ† (ليبزيغ، 1928)
- رودولف بيرلز (ليبزيغ، 1929)[3]
- فريد هويل (كامبريدج، السنة غير معلومة)
  - سيريل دومب (كامبريدج، 1949)
- مايكل فيشر (King's College London، 1957)
  - ديفيد روبرت نيلسون (كورنيل، 1975)
  - غوندوز كاجينالب (كورنيل، 1978)
- جون ستيوارت بل (برمنغهام، 1956; coadv. باول ماثيوس)
- إدوين إرنست سالبيتر (برمنغهام، 1948)
- Wladyslaw (Wladek) Swiatecki (برمنغهام، 1950)[4]
  - Joseph I. Kapusta (University of California، بيركلي، 1978)[5]
- John F. Reading (برمنغهام، 1964)[3]
- إدوارد تيلر (ليبزيغ، 1929)
- مارفن ليونارد غلدبيرجر (شيكاغو، 1948; coadv. فيرمي،(طالع إنريكو فيرمي)
  - Franz Gross (برنستون،1963)
- تشين يانج† (شيكاغو، 1948; coadv. فيرمي)
- لينكولن ولفنشتاين
- هانز كاستروب
- Thomas Thiemann (آخن، 1994)
- مارتن بوجوالد (آخن، 2000)
- Reinhard Oehme (غوتنغن، 1951)
- Friedwardt Winterberg (غوتنغن، 1955)
- Karl Bechert (ميونيخ، 1925)
- هربرت فروليتش (ميونيخ، 1930)
- Sigurd Zienau (ليفربول، 1954)
- Hugh Osborn (London، 1967)
  - Ian Jack (كامبريدج، 1982)
  - Richard D Ball (كامبريدج، 1986)
- بول دافيس (لندن، 1970)
  - Edmund Copeland (نيوكاسل، 1985)
- Sebastian Doniach (ليفربول، 1958)
- والتر فرانز (أستاذ جامعي) (ميونيخ، 1934)
- L Tewordt (مونستر، 1953)
- Uwe Brandt (هامبورغ، 1969)
  - H Leschke (دورتموند، 1975)
- Heinrich Welker (ميونيخ، 1936)
- ماكس بورن† (1880، برلين; under Carl Runge، see below)
- فريدريش هوند (غوتنغن، 1922)
- كارل فريدريش فون فايزاكر (ليبزيغ، 1933)
- كارل هاينز هوكر  [لغات أخرى]‏ (برلين، 1940)
- هاري ليمان (جينا، 1950)
- Bert Schroer (هامبورغ، 1963)
  - Bernd A. Berg (برلين، 1977)
- Klaus Pohlmeyer (هامبورغ، 1966)
  - Karl-Henning Rehren (فرايبرغ، 1984)
- Heinz Bilz (فرانكفورت، 1958)[6]
- Dieter Langbein (فرانكفورت، 1958)
- Lothar Wolfgang Nordheim (غوتنغن، 1923)
- ماريا غوبرت-ماير† (غوتنغن، 1930)
- باسكوال جوردان (غوتنغن، 1924)
- ماكس دلبروك† (غوتنغن، 1930)
- كارستن بريش (برلين، 1950)
- سيغفريد فلوج (غوتنغن، 1933)
- Achim Weiguny (فرايبرغ، 1963)
- جيرهارد فولمر  [لغات أخرى]‏ (فرايبرغ، 1971)
- روبرت أوبنهايمر (غوتنغن، 1927)
- ميلبا فيليبس (بيركلي، 1933)
- Sidney Dancoff (بيركلي، 1936)
- سيدني دريل (Urbana، 1949)
  - Steven Frautschi (ستانفورد، 1958)
- Roger Dashen (كالتيك، 1964)
- Stephen D Ellis (كالتيك، 1971)
  - David Callaway (جامعة واشنطن، 1981)
  - Randall Furlong (روكفيلير، 1987)
- ويليس لامب† (بيركلي، 1938)
- Marlan Scully (ييل، 1965)
  - Mikhail Lukin (هارفارد، 1998)
- فيليب موريسون (بيركلي، 1940)
- روبرت إف كريستي (بيركلي، 1941)
- ديفيد بوم (بيركلي، 1943)[7]
- ياكير أهارونوف (برستول، 1960)[7]
- فيكتور ويسكوبف (غوتنغن، 1931) (Born was formally advisor، but thesis work was done under co-advisor Eugene Wigner—see below—as Born was sick)[8]
- J. D. Jackson (MIT، 1949)
- غوردون إل. كان (جامعة إلينويز، Urbana، 1963)
  - David R. Richards (جامعة ميتشيغان، 1971)
  - Howard Haber (جامعة ميتشيغان، 1978)
- Marco Diaz (جامعة سانتا كروز، 1992)
- Heather Logan (جامعة سانتا كروز، 1999)
  - Chien-Peng Yuan (جامعة ميتشيغان)
- Csaba Balazs (جامعة ولاية ميتشيغان، 1999)
- Timothy M.P. Tait (جامعة ولاية ميتشيغان، 1999)
  - J. Lorenzo Diaz-Cruz (جامعة ميتشيغان، 1989)
  - Robert Garisto، (جامعة ميتشيغان، 1992)
  - James Wells (جامعة ميتشيغان، 1995)
- Brandon Murakami (UC Davis، 2002)
- Shrihari Gopalakrishna (UC Davis، 2002)
  - Christopher Kolda (جامعة ميتشيغان، 1995)
  - Graham Kribs (جامعة ميتشيغان، 1998)
  - Lian-Tao Wang (جامعة ميتشيغان، 2002)
- F. L. Friedman (MIT، 1949)
- William Tobocman (MIT، 1953)
  - Anthony J. Baltz (Case Western Reserve، 1971)
- موري جيلمان† (MIT، 1951)[9]
- كينيث ويلسون† (كالتيك،1961)[9]
  - Michael E. Peskin (كورنيل U.، 1978)[10]
- إيميل مارتينيز (كورنيل، 1984)
- Matthew J. Strassler (ستانفورد، 1993)
- جوناثان فينغ (ستانفورد، 1995)
- سيدني كولمان (كالتيك، 1962)[9]
  - ليونارد باركر (هارفارد، 1967)
  - Stephen B. Fels (هارفارد، 1968)
  - أرنولد كانتور (هارفارد، 1970)
  - دايفيد جاي غريفيثز (هارفارد، 1970)[11]
  - John E. Mansfield (هارفارد، 1970)
  - أنثوني زي (هارفارد، 1970)
  - Lawrence R. Thebaud (هارفارد، 1971)
  - Wu-Yang Tsai (هارفارد، 1971; coadv. Julian Schwinger، see below)
  - إريك واينبرغ (هارفارد، 1973)
  - James P. Butler (هارفارد، 1974)
  - هيو دايفيد بولتيزر† (هارفارد، 1974)[12]
  - Eldad Gildener (هارفارد، 1975)
  - Frank De Luccia (هارفارد، 1979)
  - لي سمولين (هارفارد، 1979; coadv. ستانلي ديسر)[12]
- Viqar Husain (Yale، 1990)
- Seth Major (Penn State، 1997)
- Eli Hawkins (Penn State، 1999)
- محمد حسين أنصاري (Waterloo، 2008)
  - Gerald E. Sobelman (هارفارد، 1979)
  - ستيفن بارك (هارفارد، 1980)
  - Fred Posner (هارفارد، 1980)
  - Bernard Grossman (هارفارد، 1981)
  - Gregory W. Moore (هارفارد، 1985)
  - Jacques Distler (هارفارد، 1987)[12]
  - John March-Russell (هارفارد، 1990; coadv. Frank Wilczek، see below)
  - Stelios M. Smirnakis (هارفارد، 1997)
  - Nathan Salwen (هارفارد، 2001)
- جيمس هارتل (كالتيك، 1964)
- Rodney Crewther (كالتيك، 1971)
- كريستوفر تي هيل (كالتيك، 1977)
- Barton Zwiebach (كالتيك، 1983)[9]
- كيرسون هوانغ (1953، MIT)
- هربرت سيدني غرين (Edinburgh، 1947)
- Ian Ellery McCarthy (Adelaide، 1956)

- Cheng Kaijia (Edinburgh، 1948)

## Niels Bohr
- نيلس بور† (Copenhagen، 1911; under كريستيان كريستيانسن)
- هندريك أنتوني كرامرز (Leiden، 1919)
- تجالينغ كوبمانز† (Leiden، 1936)
- Frederik Belinfante (Leiden، 1939)
- دنغ جياشيان (جامعة بوردو (الولايات المتحدة)، 1950; co-advised by ديرك تير هار)
- ديرك تير هار (Leiden، 1948)
- أنطوني ليجت† (Oxford، 1964)
  - Amir Caldeira (جامعة ساسكس، 1980)
  - Jan Engelbrecht (Urbana-Champaign، 1993)

## Lev Landau
- ليف لانداو† (جامعة سان بطرسبرغ الحكومية، 1927)

- أليكسيي أليكسييفتش أبريكوسوف† (معهد المعضلات الفيزيائية  [لغات أخرى]‏، 1951)
- Aleksander Ilyich Akhiezer (الجامعة التقنية الوطنية، 1936)
- Sergey S. Sannikov (Kharkiv Institute of Physics and Technology، 1963)
- Marcoen Cabbolet (الجامعة الحرة في بروكسل، 2011)
- Boris L. Ioffe
- Mikhail A. Shifman
- Lev Petrovich Pitaevskii (معهد المعضلات الفيزيائية  [لغات أخرى]‏، 1962)[13]

## Hermann von Helmholtz
- هرمان فون هلمهولتز (برلين، 1842; under جوهانس مولر)
- آرثر غوردن ويبستر (برلين، 1890)
- ألبرت بوتير ويلز (Clark، 1897)
- أيزيدور اسحق رابي† (Columbia، 1927; A. Willis)[14]
  - جوليان شفينجر† (Columbia، 1939)[14][15]
- برايس ديويت (هارفارد، 1950)[15]
- Gordon Baym (هارفارد، 1960)
- Abraham Klein (هارفارد، 1950)
  - بنيامين دبليو لي (University of Pennsylvania، 1960)
- بن روي موتيلسون† (هارفارد، 1950)
  - Torleif Erik Oskar Ericson (Lund U.، 1959)
- Luís María Garrido Arilla (1955)[15]
- Charles M. Sommerfield (هارفارد، 1957)[15]
  - هوارد جورجي (Yale، 1971)[16]
  - إدوارد فرحي (هارفارد، 1978)
  - جون هاغلين (هارفارد، 1981)
  - Lawrence J. Hall (هارفارد، 1981)
  - Steve Hsu (بيركلي، 1991)
  - نیما أرکاني حامد (بيركلي، 1997)
  - Thomas Gregoire (بيركلي، 2003)
  - Sally Dawson (هارفارد، 1981)
  - ليزا راندال (هارفارد، 1987)
  - Csaba Csáki (1997)
  - Matthew D. Schwartz (برنستون، 2003)
  - Andrew G. Cohen
  - آن نيلسون
  - David E. Kaplan (U. Washington، 1999)
  - ديفيد بي. كابلان
- لورانس بول هورويتز (هارفارد، 1954)
  - Stuart Raby (Tel Aviv، 1976)
  - Tomas Blazek (Ohio State، 1996)
  - Arash Mafi (Ohio State، 2001)
  - Radovan Dermisek (Ohio State، 2002)
- شيلدون جلاشو† (هارفارد، 1959)[15]
- Lowell S. Brown (هارفارد،1961)
- Kalyana T. Mahanthappa (هارفارد، 1961)[17]
- Norman J. M. Horing (هارفارد، 1964)[18]
- روي ج. غلاوبر†
- والتر كون†
- Wu-Yang Tsai (هارفارد، 1971; coadv. Sidney Coleman)
  - ويليام فيليبس†
  - ديفيد بريتشارد
- مارتن بيرل
  - صمويل تينج† (Michigan، 1962; also advised by لورانس دبليو جونز  [لغات أخرى]‏)

## Mayflower branches

### Enrico Fermi
- إنريكو فيرمي† (Pisa، 1922; under لويجي بوتشانتي)[19]
- جيمس رينوتر† (1946، Manhattan Project)
- تشين يانج† (شيكاغو، 1948; coadv. Teller)[20]
- جاك شتاينبرجر† (شيكاغو، 1948)
- اريك إل. شوارتز (Columbia، 1973)
- جيفري شو (شيكاغو، 1948)[19][20]
- دايفيد غروس† (بيركلي، 1966)[20]
- فرانك ويلكزك†[21]
  - John March-Russell (هارفارد، 1990; co-advisor، Sidney Coleman، see above)
  - Chetan Nayak (برنستون، 1996)
  - Finn Larsen (برنستون، 1996)
  - Maulik K. Parikh (برنستون، 1998)
- إدوارد ويتن
  - Jonathan Bagger (1983، برنستون)
  - كامران وفا (1985، برنستون)
  - Xiao-Gang Wen (1987، برنستون)
  - Dror Bar-Natan (1991، برنستون)
  - Shamit Kachru (1994، برنستون)
  - Eva Silverstein (1996، برنستون)
  - Sergei Gukov (2001، برنستون)
- جون هنري شفارتز (بيركلي، 1966)
- Anthony Ichiro Sanda (برنستون، 1969)
- Cosmas Zachos (كالتيك، 1979)
- ميخائيل ر. دوغلاس (كالتيك، 1988)
- Gerald B. Cleaver (كالتيك، 1993)
  - John T. Perkins (Baylor، 2005)
  - Matthew B. Robinson (Baylor، 2009)
- Augusto Sagnotti (كالتيك، 1983)
- تسونج لي† (شيكاغو، 1950)[19][20]
- Richard J. Drachman (Columbia، 1958)
- نورمان كريست (Columbia، 1966)
- Carl E. Carlson (Columbia، 1968)
- King Yuen B. Ng (Columbia، 1969)
- Ralph Linsker (Columbia، 1972)
- Oleg Tchernyshyov (Columbia، 1998)
- Willem Van Rensselaer Malkus (شيكاغو، 1950)[19]
- سام تريمان  [لغات أخرى]‏ (شيكاغو، 1952; co-advisor: جون الكسندر سيمبسون)[22]
- ستيفن إل. أدلر (1964)[22]
- كورتيس كالان (1964)[22]
- Peter Woit (برنستون، 1985)
- إيغور كليبانوف (1986)
  - ستيف جابسر  [لغات أخرى]‏ (1998)
- خوان مارتن مالداسينا  [لغات أخرى]‏ (1996، برنستون)
- ستيفن واينبرج† (برنستون، 1957)[22]
- Lay Nam Chang (UC بيركلي، 1967)
- Claude Bernard (هارفارد، 1976)[23]
- John Preskill (هارفارد، 1980)
  - Alexios Polychronakos (كالتيك، 1987)
  - Elias Kiritsis (كالتيك، 1988)
- Bob Holdom (هارفارد 1981)
  - John Terning (Toronto 1990)
- Gerald Gilbert (Texas، 1986)
- فرناندو كيفيدو (Texas، 1986)
- Scott S. Willenbrock (Texas، 1986)
  - Zack Sullivan (Urbana-Champaign 1998)
- Ubirajara van Kolck (Texas، 1993)
- Rafael Lopez-Mobilia (Texas، 1995)
- K. Fujikawa (1970)

### Friedrich Hasenöhrl
- Friedrich Hasenöhrl (Vienna، 1897; under فرانز إس. إكسنر  [لغات أخرى]‏)
- إرفين شرودنغر† (Vienna، 1910)
- Hans Thirring (Vienna، 1911)
- Walter E. Thirring (Vienna، 1949)
- بيتر فروند (Vienna، 1960)
  - Hsiung Chia Tze (شيكاغو، 1972)
  - Jorge Crispim Romão (شيكاغو، 1979)
  - Rafael I. Nepomechie (شيكاغو، 1982)
  - James T. Wheeler (شيكاغو، 1986)
- كارل هيرزفيلد (Vienna، 1914)
- فالتر هايتلر (ميونيخ، 1926)
- جون أرتشيبالد ويلر (Johns Hopkins، 1933)
- ريتشارد فاينمان† (برنستون، 1942)
  - جورج زفايج (كالتيك، 1963)
  - Thomas Curtright (كالتيك، 1977)
- آرثر سترونج وايتمان (برنستون، 1949)
  - آرثر جافي (برنستون، 1966)
- كليفورد توبيس (هارفارد، 1980)
  - لورانس شولمان (برنستون، 1967)
  - Jerrold Marsden (برنستون، 1968)
  - باري سيمون (برنستون، 1970)
  - Rafael de la Llave (برنستون، 1983)
- هيو إيفرت الثالث (برنستون، 1956)
- تشارلز ميزنر (برنستون، 1957)
- John R. Klauder (برنستون، 1959)
- كيب ثورن (برنستون، 1965)
- روبرت جيروش (برنستون، 1967)
  - Abhay Ashtekar (شيكاغو، 1974)
- يعقوب بيكينشتاين (برنستون، 1972)
- Claudio Bunster (برنستون، 1973)
- Norbert Straumann (زيوريخ، 1961)
  - Ruth Durrer (زيوريخ، 1988)

### Eugene Wigner
- يوجين ويغنر† (1925، Berlin; under مايكل بولاني)
- جون باردين† (برنستون، 1936)
- جون روبرت شريفر†
- فيكتور ويسكوبف (coadv. Max Born، see above)
- Marcos Moshinsky
- أبنير اليعازر شموني
- ادوين طومسون جاينيس

### Henry Augustus Rowland
- هنري أغسطس رولاند (bachelor's at معهد رينسيلار للعلوم التطبيقية، 1870; no Ph.D.)[24]
- إدوين هول (Johns Hopkins، 1880)[24]
- هاري فيلدينغ ريد (Johns Hopkins، 1885)
- Charles E. Mendenhall (Johns Hopkins، 1898)
- رايموند ثاير بيرغ (Wisconsin-Madison، 1913)
  - إدوارد كوندون (بيركلي، 1926)
- Frederick A. Saunders (Johns Hopkins، 1898)
- جوزيف سويتمان أميس (Johns Hopkins، 1890)[24]
- August Herman Pfund (Johns Hopkins، 1906)[24]
- ريتشارد ثيرلكلد كوكس (Johns Hopkins، 1924)[24]
- هالدان هارتلاين† (M.D. Johns Hopkins، 1927)[24]
- ويليام فريدرش ميغجرز (Johns Hopkins، 1917)
- أوتو لابورت (ميونيخ، 1924)
- كورتيس جاي همفريز (Michigan، 1928)
- غريغوري بريت (Johns Hopkins، 1921)
- تشارلز كيتل (بيركلي، 1941)
  - ألبرت أوفرهاوسر (بيركلي، 1951)
- جون هوبفيلد (كورنيل، 1958)
  - برتراند هالبرين (بيركلي، 1965)
  - Daniel S. Fisher (هارفارد، 1979)
  - Catherine Kallin (هارفارد، 1984)
  - ستيفن إتش سيمون (هارفارد، 1995)
  - Yaroslav Tserkovnyak (هارفارد، 2003)
  - Morrel H. Cohen (بيركلي، 1952)
- جيمس تشارلز فيليبس (شيكاغو، 1956)
  - مارفن إل. كوهن (شيكاغو، 1964)
  - John D. Joannopoulos (بيركلي، 1974)
  - روبرت لافلين† (MIT، 1979)
  - دايفيد فاندربلت (MIT، 1981)
  - James R. Chelikowsky (بيركلي، 1975)
  - Steven Gwon Sheng Louie (بيركلي، 1976)
  - Kai-Ming Ho (بيركلي، 1978)
  - جيسون إيهم (بيركلي، 1980)
  - Alan M. Portis (بيركلي، 1953)
- آلن هيغير† (بيركلي، 1961)
- N. Phuan Ong (بيركلي، السنة غير معلومة)
  - Raymond L. Orbach (بيركلي، 1960)
- Gerald B. Arnold (UCLA، 1977) (coadv. Theodore D. Holstein)
- فريدريك سمنر براكيت (Johns Hopkins، 1922)

### Hideki Yukawa
- يوكاوا هيديكي† (Kyoto، 1938; under Kajuro Tamaki)
- Donald R. Yennie
- ستانلي برودسكي (Minnesota، 1964)
- Peter LePage (ستانفورد، 1978)
- Thomas W. Appelquist (كورنيل، 1968)
- J. Terrance Goldman (هارفارد، 1973)
- مايكل دين (Yale، 1978)
- Anthony Carmine Longhitano (Yale، 1981)
- Dimitra Karabali (Yale، 1986)
- Piotr Karasinski (Yale، 1987)
- Daniel Joseph Nash (Yale، 1989)
- Tatsu Takeuchi (Yale، 1989)
- Opher Shapira (Yale، 1990)
- George Triantaphyllou (Yale، 1993)
- Myckola Schwetz (Yale، 1997)
- Zhiyong Duan (Yale، 2001)
- Ho-Ung Yee (Yale، 2003)
- باي يانغ (Yale، 2007)
- Geoffey T. Bodwin (كورنيل، 1978)
- ماساكو باندو (Kyoto، 1966)

## فروع أخرى
- رالف فاولر† (كامبريدج، 1915; تحت أرشيبالد هل)
- بول ديراك† (كامبريدج، 1926)
- جون سي C. Polkinghorne (كامبريدج، 1955)
- إيان غيبسون هاليداي (كامبريدج، 1964)
  - جيرالد دون (إمبيريال، 1988)
- دينيس ويليام سياما (كامبريدج، 1953)
- جورج إليس (كامبريدج، 1964)
- أنتوني فالنتيني (ISAS، 1992)
  - روي مارتينز (كيب تاون، 1980)
- ستيفن هوكينغ (أوكسفورد، 1966)
  - مالكولم بيري (كامبريدج، 1978)
- تابرا علي (كامبريدج، 2002)
- مارتن ريس (كامبريدج، 1967)
  - روجر بلاندفورد (كامبريدج، 1974)
- براندون كارتر (كامبريدج، 1968)
  - باتريك بيتر (باريس، 1991)
  - خافيير مارتين (باريس، 1995)
  - رينهارد بريكس (باريس، 2000)
  - نيكولاس تشاميل (باريس، 2004)
- غاري غيبسون (كامبريدج، 1973)
- جون بارو (أكسفورد، 1977)
- ديفيد دوتش (أكسفورد، 1978)
- سابرامانين تشاندراسخار† (ترينتي كوليدج، كامبريدج، 1933)
- جيريميه أوستريكر (شيكاغو، 1964)
- غاريت بيرخوف
- موريس برايسي
- جون كليف وارد
- نويل سلاتر
- جون لينارد-جونز
- محمد عبد السلام† (كامبريدج، 1951; تحت نيكولاس كيمير و\أو باول ماثيوز، طالع أعلاه)[25]
- رون شو (كامبريدج، 1955)[25]
- أوفال نيومان (أمبيريال كوليدج، لندن، 1961)[25]
- راي ستريتور (أمبيريال كوليدج، لندن، 1960)[25]
- كريستوفر إيشام (أمبيريال كوليدج، لندن، 1969)
- فوتيني ماركو بولو
- جون موفات (كامبريدج، 1958)[25]
- مايكل داف[25]
- علي شمس الدين (إمبريال كوليدج لندن، 1976)[25]
- وليام فرانكلين (جامعة لندن، 1976)[25]
- رياض الدين (NUST، 1936)[25]

### Léon Van Hove
- ليون فان هوف (جامعة بروكسل الحرة، 1946; تحت تيوفيل دو دوندر)
- مارتينوس فيلتمان† (أوترخت، 1963)
- جيرارت هوفت† (أوترخت، 1972)
- إيريك فيرلندي
- هيرمان فيرلندي (أوترخت، 1988)
- روبرت دجغراف (أوترخت، 1989)

## Ancient lineages
The Max Born academic genealogy leads to كارل فريدريش غاوس and then on to Otto Mencke. The Sommerfeld genealogy leads to Felix Klein and then to Otto Mencke (via Gauss) and غوتفريد لايبنتس. The Leibniz heritage، however، is due to the premature death of Klein's advisor، جوليوس بلكر، which forced a second supervisor for the final examination، namely رودولف ليبشيتز.
Another advisor line in continental Europe descends from Leibniz via among others، Poisson، Lagrange، the Bernoullis، and Euler.
The main American branch's lineage proceeds via von Helmholtz to Burchard de Volder.

### Otto Mencke
- Otto Mencke (colleague of Leibniz;[26] PhD، ليبزيغ، 1665 under جاكوب توماسوس)
- يوهان كريستوف ويخمانسهاوزن[26] (PhD، ليبزيغ، 1685)
- كريستيان أوقست هاوزن[26] (DPhil، Halle-Wittenberg، 1713)
- أبراهام جوتهيلف كيستنر[26] (PhD، ليبزيغ، 1739)
  - جورج كريستوف ليشتنبرغ (DPhil، غوتنغن، 1765)
- هاينريش ويلهلم براندس (DPhil، غوتنغن، 1800; also advised by Kästner)
  - يوهان فريدريش بفاف (DPhil، غوتنغن، 1786)
- كارل فريدريش غاوس (PhD، Helmstedt، 1799)
  - فريدريش بيسل (DrPhil (Hon)، غوتنغن، 1810)
  - هاينريش شيرك (PhD، برلين، 1823; also advised by Brandes)
  - إرنشت كومر (PhD، Halle-Wittenberg، 1831)
  - كريستوف جودرمان (امتحان الدولة الألماني، غوتنغن، 1823)
  - كارل ويرستراس (honorary degree، Königsberg، 1854; no PhD)
  - كارل ديفيد تولمي رونج، برلين، 1880; also advised by Kummer)
  - ماكس بورن (DPhil، غوتنغن، 1906)
  - كريستيان لودفيج جيرلينج (DPhil، غوتنغن، 1812)
  - جوليوس بلكر (PhD، Marburg، 1823)
  - فيليكس كلاين (DPhil، Bonn، 1868; also advised by Rudolf Lipschitz—see below—the last year)
  - فيردينوند فون ليندمان (PhD، 1873، Erlangen)
    - أرنولد سومرفيلد (PhD، Königsberg، 1891)
    - ديفيد هيلبرت (PhD، Königsberg، 1885)
    - مارتن ويلهلم كوتا، ميونيخ، 1900)
    - هيرمان مينكوفسكي (DPhil، Königsberg، 1885)

### Erhard Weigel
- إيرهارد فايغل (De ascensionibus et descensionibus astronomicis dissertatio، PhD، ليبزيغ، 1650 under Philipp Müller)
- غوتفريد لايبنتس (DPhil، ليبزيغ، 1666; also later advised by Schwendendoerffer، جاكوب توماسوس، and كريستيان هوغنس)
- ياكوب بيرنولي (distant—via mail)
- يوهان بيرنولي (Dr.med.، بازل: published in 1690، submitted in 1694)
  - ليونهارت أويلر (Dissertatio physica de sono، PhD، بازل، 1726)
- جوزيف لوي لاغرانج (distant، via mail; also advised by جيوفاني باتيستا بيكاريا)
  - سيميون بواسون (PhD، École Polytechnique، Palaiseau، 1800; also advised by بيير لابلاس)
  - ميشال شال (PhD، École Polytechnique، Palaiseau، 1814)
  - جون غاستون داربو (PhD، École Normale Supérieure، Paris، 1866)
  - جوزيف فورييه (PhD، École Normale Supérieure، السنة غير معلومة)
  - يوهان بيتر غوستاف لوجون دركليه (honorary degree; also advised by Poisson)
  - ليوبلد كرونكر (De unitatibus complexis، DPhil، برلين، 1845; also advised by يوهان إنكي، a student of Gauss—see above)
  - رودولف ليبشيتز (DPhil، برلين، 1853)
  - كارل هيون (PhD، غوتنغن، 1881)
  - فيليكس كلاين (DPhil، Bonn، 1868; also advised by Julius Plücker—see above)

### John Cranke
- جون كرانك (MA، كامبريدج، 1774)
- توماس جونز (رياضياتي) (MA، كامبريدج، 1782)
- آدم سيدجويك (MA، كامبريدج، 1811; co-mentor جون داوسون  [لغات أخرى]‏)
- ويليام هوبكينز (MA، كامبريدج، 1830)
  - لورد كلفن
  - بيتر تيت
  - جورج جابرييل ستوكس (MA، كامبريدج، 1841)
  - فرانسيس غالتون (MA، كامبريدج، 1847)
  - إسحاق تودهنتر (MA، كامبريدج، 1848)
  - جيمس كليرك ماكسويل (MA، كامبريدج، 1854)
  - إدوارد روث (MA، كامبريدج، 1857; co-mentor Isaac Todhunter)
- جون ويليام ستروت (MA، كامبريدج، 1868)
  - جوزيف جون طومسون (MA، كامبريدج، 1883; co-mentor John Strutt)
  - إرنست رذرفورد (BA، كامبريدج، السنة غير معلومة)
  - أوين ريتشاردسون (ScD، London، 1904)
  - كارل تايلور كومتون (PhD، برنستون، 1912)
  - كلنتون دافيسون†
- ويليام هنري براغ† (MA، كامبريدج، 1885)
  - ويليام لورنس براغ† (MA، كامبريدج، 1912)